# Littleton (Carolina del Nord)
Littleton és una població dels Estats Units a l'estat de Carolina del Nord. Segons el cens del 2000 tenia 692 habitants.

## Demografia
Segons el cens del 2000, Littleton tenia 692 habitants, 333 habitatges i 201 famílies. La densitat de població era de 278,3 habitants per km².
Dels 333 habitatges en un 21,3% hi vivien nens de menys de 18 anys, en un 35,7% hi vivien parelles casades, en un 20,1% dones solteres, i en un 39,6% no eren unitats familiars. En el 38,7% dels habitatges hi vivien persones soles el 20,4% de les quals corresponia a persones de 65 anys o més que vivien soles. El nombre mitjà de persones vivint en cada habitatge era de 2,08 i el nombre mitjà de persones que vivien en cada família era de 2,7.
Per edats la població es repartia de la següent manera: un 21,5% tenia menys de 18 anys, un 5,3% entre 18 i 24, un 20,2% entre 25 i 44, un 25,7% de 45 a 60 i un 27,2% 65 anys o més.
L'edat mediana era de 47 anys. Per cada 100 dones de 18 o més anys hi havia 65,5 homes.
La renda mediana per habitatge era de 23.182 $ i la renda mediana per família de 37.500 $. Els homes tenien una renda mediana de 29.583 $ mentre que les dones 22.375 $. La renda per capita de la població era de 15.901 $. Entorn del 19,1% de les famílies i el 22,3% de la població estaven per davall del llindar de pobresa.

## Poblacions més properes
El següent diagrama mostra les poblacions més properes.